# Los Molinos (Califórnia)
Los Molinos é uma região censo-designada localizada no estado americano da Califórnia, no Condado de Tehama.

## Demografia
Segundo o censo americano de 2000, a sua população era de 1952 habitantes.

## Geografia
De acordo com o United States Census Bureau tem uma área de 5,9 km², dos quais 5,8 km² cobertos por terra e 0,1 km² cobertos por água.

## Localidades na vizinhança
O diagrama seguinte representa as localidades num raio de 32 km ao redor de Los Molinos.